# Robert Ashley
Pour les articles homonymes, voir Ashley.
Robert Ashley, né le 28 mars 1930 à Ann Arbor, dans l'État du Michigan, et mort le 3 mars 2014, est un compositeur américain de musique contemporaine.

## Éléments biographiques
Dès ses débuts, il s'oriente vers la création interdisciplinaire et multimédia. Après avoir obtenu un doctorat en psycho-acoustique à l'Université du Michigan, il intègre la Manhattan School of Music.
De 1957 à 1964, il compose des pièces de musique électronique pour le Space Theater. Il dirige le ONCE Group, qui allie création musicale et théâtre, lors de tournées aux États-Unis de 1964 à 1969.
De 1966 à 1976, Robert Ashley tourne également aux États-Unis et en Europe avec le Sonic Arts Union, collectif de compositeurs qu'il forme avec David Behrman, Alvin Lucier et Gordon Mumma.
En 1980, à la suite d'une commande de la fameuse Kitchen de New York, Robert Ashley monte Perfect Lives. L'opéra est coproduit par la grande chaîne de télévision britannique Channel Four en août 1983 et programmé pour la première fois en avril 1984. Perfect Lives sera ensuite diffusé dans plusieurs pays d'Europe (Autriche, Allemagne, Espagne), mais seulement partiellement aux États-Unis.

## Opéras
- That Morning Thing (1967)
- Music with Roots in the Aether (pour la télévision) (1976)
- Perfect Lives (pour la télévision) (1978–83[2])
- Atalanta (Acts of God) (1982–91)
- La tétralogie Now Eleanor's Idea :
  - Improvement (Don Leaves Linda) (1985)
  - eL/Aficionado (1987)
  - Now Eleanor's Idea (1993)
  - Foreign Experiences (1994)
- Balseros (1997)
- Your Money My Life Goodbye (1998)
- Dust (1998)
- Celestial excursions (2003)
- Concrete (2006)
- Crash (2014)